# Le Pauvre Christ de Bomba

Le Pauvre Christ de Bomba est un roman de l'écrivain camerounais Mongo Beti, paru en 1956.
À travers les mésaventures du Révérend Père Supérieur Drumont, missionnaire au Cameroun, Mongo Beti évoque l'incompréhension et l'ambiguïté des relations entre christianisateurs et populations africaines. Il dresse en toile de fond un portrait de l'Afrique coloniale française à la veille de son indépendance.
Dans ce roman emblématique de la littérature africaine francophone, Mongo Béti raconte les mésaventures du RPS (Révérend Père Supérieur) Drumont, missionnaire au Cameroun, durant son séjour à Bomba dans les années 1930. Il y évoque sur un ton tragi-comique l'incompréhension et l'ambiguïté des relations entre christianisateurs et populations africaines. Plus profondément, c’est un roman historique, traditionnel et social dans lequel on retrouve les thèmes de  la colonisation et de la décolonisation de l'Afrique, de l'évangelisation et des questions religieuses. Mongo Beti y dresse en toile de fond un portrait critique de l'Afrique coloniale française.

## Résumé

### L'expansion religieuse
Mongo Béti raconte le parcours d'un missionnaire en tournée dans l'Est du Cameroun. Le missionnaire, le Révérend Père Supérieur Drumont, décide de christianiser les habitants de la région de Bomba, où se trouve sa mission, et de les guider vers le chemin de Dieu. Il décide de rendre visite aux habitants de Tala, une contrée voisine, pour les évangéliser. Il est accompagné par son cuisinier, Zacharie, et son boy, Denis, ce dernier étant le narrateur de toutes les péripéties de ce voyage. Le RPS abandonne pour quelques jours sa mission et la sixa attenante, où vivent et travaillent les femmes avant leur mariage. Les habitants de Tala sont païens et vivent selon leurs traditions : la polygamie, la sexualité, la fornication ne sont pas considérées comme des péchés. Ils questionnent RPS sur le plan existentiel. Ce dernier n'arrivant pas à répondre à certaines questions, perd peu à peu son autorité et ses convictions, et ses prédications sont remises en cause.

#### La désillusion
Le RPS est venu dans cette contrée pour évangéliser les indigènes. Cependant, cette tournée se termine par un échec. Tout d'abord, le RPS constate que ses fidèles ont peu de foi et ne respectent pas les prédications de la religion : Denis, son boy, a une admiration et une fascination pour le RPS, mais il découvre aussi les plaisirs interdits par la religion. Zacharie, son cuisiner, bien que marié, a des relations sexuelles avec une femme de la sixa, dans la case voisine de celle du RPS.
Il découvre que les indigènes sont beaucoup plus préoccupés par  la tradition que par les paroles de Dieu. Les habitants de Tala n'acceptent pas vraiment d'être christianisés et se montrent peu enclins à suivre les prédications du RPS. Cette population considère que la tradition est pour eux la seule voie qui mène vers Dieu. Essayant de reprendre la situation en main au terme de sa tournée, le RPS découvre que, même à Bomba, les apparences étaient trompeuses, que la situation réelle est catastrophique, et que sa mission est un échec. Finalement, la grande mission de Bomba est en ruine, il n'y a "plus d'écoles, plus de sixa, plus de personnel, plus de mission, plus rien". En dépit de tous ses efforts, le RPS voit ses certitudes s'effondrer, et à la fin du roman, il est triste et désabusé. Ainsi, après vingt ans passés au Cameroun, il fait un constat d'échec et décide de retourner en France, son pays natal.

## Les personnages

### Les personnages principaux
- Le Révérend Père Supérieur Drumont, dénommé le RPS. C'est un héros littéraire attachant même si sa mission est vouée à l'échec. Mongo Béti le décrit comme un missionnaire naïf et aveuglé par sa foi. Dès le début du texte, il est décrit comme un Messie, cependant, à la fin du texte, ce Messie est déchu et devient un pauvre Christ. Son échec est très significatif car les Occidentaux et l'Eglise voulaient respectivement civiliser et évangéliser les Africains. Cependant, ces derniers ont continué à revendiquer leurs cultures profondément enracinées et de pratiquer leurs traditions.
- Zacharie est le cuisiner du RPS qui est à mi-chemin entre l'ange gardien et la mauvaise conscience du RPS. Il est décrit comme un chrétien peu convaincu qui s'enrichit et séduit les femmes dans le dos du RPS.
- Denis est à la fois le boy et le narrateur qui raconte les mésaventures du RPS. Il voue une grande admiration au RPS dont il admire la force morale et physique.

#### Les personnages secondaires
Le roman fourmille d'autres personnages. Beaucoup d'entre eux font une courte apparition et disparaissent : 
- Catherine, femme de la sixa, amie de Zacharie
- Clémentine, femme de Zacharie
- Le Dr Arnaud, qui intervient à la sixa à la fin du roman
- Raphael, le catéchiste directeur de la sixa
- Sanga Boto, sorcier des Talas
- Vidal, jeune administrateur colonial, ami du RPS, qui s'occupe des infrastructures et a le projet de construire une route.

D'autre part, l'auteur met en scène les histoires de nombreux indigènes pour montrer la prééminence de la tradition sur la religion à Bomba.

### Accueil
Dès sa sortie en 1956, aux Editions Robert Laffont, Le pauvre Christ de Bomba a été fortement controversé : les uns y ont vu une satire violente de l'effort d'évangélisation des missionnaires et de leur appui implicite au colonialisme, les autres ont trouvé que les africains y étaient présentés sous un jour peu flatteur .
En conséquence, Robert Laffont n'a pas souhaité rééditer le roman, après un tirage initial à 3000 exemplaires. Ce n'est qu'en 1976 qu'une nouvelle édition verra le jour, chez Présence Africaine . Depuis, ce roman est devenu un classique de la littérature africaine francophone.